# Scrupocellaria tridentata
Scrupocellaria tridentata är en mossdjursart som beskrevs av Campbell Easter Waters 1918. Scrupocellaria tridentata ingår i släktet Scrupocellaria och familjen Candidae. Inga underarter finns listade i Catalogue of Life.